# Korotnevella
Korotnevella – rodzaj ameb morskich należących do gromady Discosea wchodzącej w skład supergrupy Amoebozoa.
Należą tutaj następujące gatunki:
- Korotnevella bulla (Schaeffer, 1926) Goodkov, 1988[2]
- Korotnevella stella (Schaeffer, 1926) Goodkov, 1988[2]
- Korotnevella diskophora Smirnov, 1999[2]